# Nancy Drew: The White Wolf of Icicle Creek
The White Wolf of Icicle Creek es la decimosexta entrega de la serie de juegos de aventuras point-and-click Nancy Drew de Her Interactive y Sega para Wii. Está disponible para jugar en las plataformas Microsoft Windows y Wii. Los jugadores asumen la perspectiva en primera persona de una detective aficionada ficticia, Nancy Drew, y deben resolver un misterio interrogando a sospechosos, resolviendo acertijos y descubriendo pistas. El juego está basado vagamente en el libro The Mystery of the Mother Wolf (2000).
El juego se lanzó originalmente en junio de 2007 para Windows y fue porteado a Wii en diciembre de 2008. Este último incorporó el esquema de control único de Wii en la jugabilidad y los minijuegos. Tiene clasificación E por parte de la ESRB y contiene momentos de violencia leve y referencias a bebidas alcohólicas.

## Trama
Nancy Drew viaja a Alberta, Canadá para alojarse en el Icicle Creek Lodge cuando Chantal, la propietaria del albergue, le pide que investigue una reciente serie de accidentes sospechosos que han ocurrido allí. El mismo lobo blanco ha aparecido en la escena de cada accidente y desaparece cuando llega la policía. Cuando Nancy llega al albergue, una explosión destruye el dormitorio y se oye un aullido de lobo siniestro en la distancia. Nancy se hace pasar por la nueva criada y cocinera del albergue para investigar sin parecer sospechosa. Su misión es encontrar al culpable antes de que los huéspedes restantes se vayan y la reputación del albergue quede destruida.

### Personajes
- Nancy Drew - Una detective aficionada de 18 años de la ciudad ficticia de River Heights en Estados Unidos. El jugador debe resolver el misterio desde su perspectiva.
- Ollie Randall - El encargado del albergue. Está cansado de que el lobo interrumpa su día y aterrorice a sus invitados. Él es brusco y cree que matar al lobo y montarlo en la pared resolverá todos los problemas del lugar.
- Freddie Randall - La hija de Ollie. Se pasa todo el día jugando a la «Princesa de la Nieve» en su fuerte de hielo y desafiando a cualquiera que pase a una pelea de bolas de nieve.
- Yanni Volkstaia - Un esquiador de fondo olímpico del país ficticio de Fredonia. Él cree que sus competidores lo están espiando y están tratando de ponerlo nervioso provocando los accidentes en el Lodge.
- Guadalupe «Lupe» Comillo - Una observadora de aves de Los Ángeles. Ella sabe muy poco sobre pájaros, pero mucho sobre lobos. Guadalupe llegó al albergue justo cuando empezaron los problemas con el lobo, pero aún no se ha asustado.
- Bill Kessler - un ávido pescador en el hielo que pasa sus días capturando lucios en el albergue. El lobo ha puesto un freno al viaje de Bill y quiere destruirlo, incluso si eso significa destruir Icicle Creek Lodge.
- Lou Talbot - un estudiante de arte de California que llegó al albergue para caminar con raquetas de nieve. Él no cree que el lobo tenga algo que ver con los accidentes.

### Elenco
- Nancy Drew / Freddie - Lani Minella
- Ollie Randall - Mark Shone
- Chantal Moique - Kate Jaeger
- Bill Kessler - Jonah Von Spreekin
- Lou Talbot - Gabriel Barón
- Yanni Volkstaia - Evan Newton
- Guadalupe Comillo - Kate Wisniewski
- Sheriff Mahihkan / Voces adicionales - Keith Dahlgren
- Ned Nickerson - Scott Carty
- Tino Balducci - Jeff Minnerly
- Nikki Sabatini / Voces adicionales - Amy Broomhall
- Voces adicionales - Brian Neel
- Lobo blanco - Tony Bradshaw

## Jugabilidad
El juego presenta dos modos de juego (detective junior y senior), cada uno de los cuales ofrece un nivel de dificultad diferente de acertijos y pistas sin afectar la trama real.

## Recepción
La recepción del juego varió de mixta a positiva, con elogios hacia la historia, aunque algunos criticaron los acertijos y el ritmo.